# Pera Chorio
Pera Chorio (en griego: Πέρα Χωριό) es un pueblo situado en Chipre, en el Distrito de Nicosia, cerca de la ciudad de Dali. Pera Chorio es un pueblo grande, la población alcanza las 2.200 personas. Muchos de ellos son refugiados que se instalaron allí después de la invasión turca. El río llamado Gualias separa Pera Chorio de Nisou. Gualias es el segundo río más grande de Chipre. Se pueden encontrar muchas tiendas, supermercados, quioscos, panaderías y otros edificios de comunicación. La mayoría de las personas de mediana edad son agricultores y ganaderos. En invierno la temperatura oscila entre los 10 y 25 °C y en verano supera los 35.
Hay 5 iglesias: Metamorfóseos tou Sotiros, Agias Marinas, Dó̱deka Apostolon, Panayias Tsampikas y Agiou Eutixiou.